# 1 Wschodniopruski Batalion Taborowy
1 Wschodniopruski batalion taborowy (niem. Ostpreußisches Train-Bataillon Nr. 1, od 1914 jako Abteilung) – batalion wojsk kolejowych okresu Cesarstwa Niemieckiego.
Sformowany 21 kwietnia 1853. Stacjonował w garnizonie Królewiec (Königsberg), przyporządkowany do I Korpusu Armii. Brał udział w działaniach zbrojnych okresu I wojny światowej.